# Rasteira
 (juin 2021).
Si vous disposez d'ouvrages ou d'articles de référence ou si vous connaissez des sites web de qualité traitant du thème abordé ici, merci de compléter l'article en donnant les références utiles à sa vérifiabilité et en les liant à la section « Notes et références ».

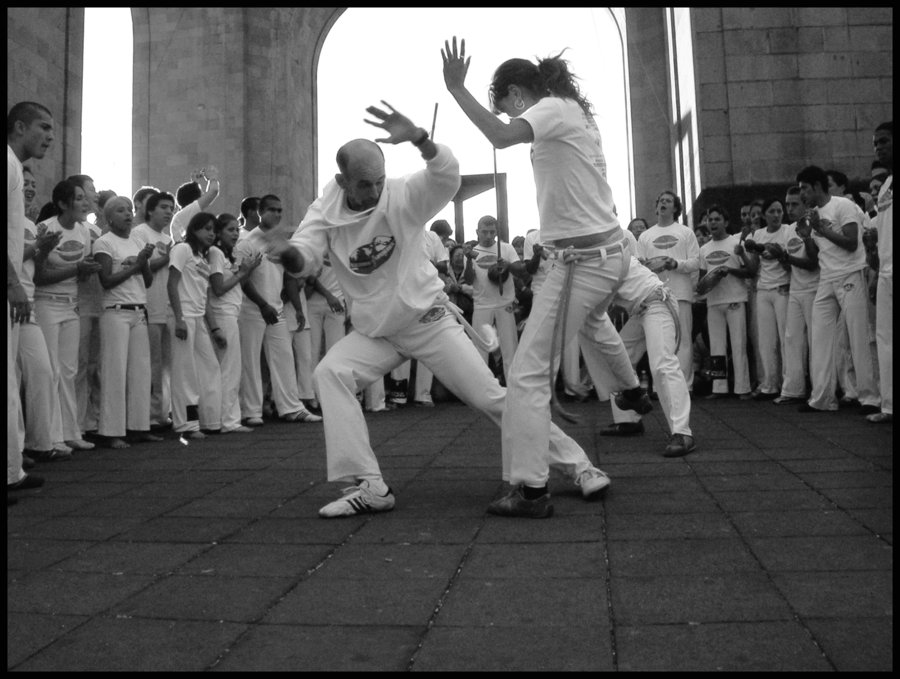
Mestre Camisa faisant une Rasteira em pé

La rasteira (balayage, en portugais) est le nom que l'on donne au balayage en capoeira. Cela consiste à supprimer l'appui de l'adversaire en "attrapant" son pied puis en tirant pour le faire glisser.
Il existe plusieurs types de rasteiras:
- Rasteira de chão (rasteira de frente)
- Rasteira de costas
- Rasteira de letra (paulista)
- Rasteira de mão
- Rasteira em pé
- Rasteira invertida
- Rasteira trançada